# Copris armiger
Copris armiger är en skalbaggsart som beskrevs av Gillet 1910. Copris armiger ingår i släktet Copris och familjen bladhorningar. Inga underarter finns listade i Catalogue of Life.